# Ericson
Ericson ist ein ursprünglich patronymisch gebildeter schwedischer und (seltener) englischer Familienname mit der Bedeutung „Sohn des Eric“.

## Namensträger
- Anna Maria Gardell-Ericson (1853–1939), schwedische Malerin
- Bo Ericson (Leichtathlet) (1919–1970), schwedischer Hammerwerfer
- Bo Ericson (Eishockeyspieler) (* 1958), schwedischer Eishockeyspieler
- Eric Ericson (1918–2013), schwedischer Chorleiter und Dirigent
- Estrid Ericson (1894–1981), schwedische Designerin
- Georg Ericson (1919–2002), schwedischer Fußballspieler und -trainer
- Håkan Ericson (* 1960), schwedischer Fußballtrainer
- Helen Ericson (1915–1984), US-amerikanische Schauspielerin
- Jan Ericson (* 1961), schwedischer Politiker
- John Ericson (1926–2020), US-amerikanischer Schauspieler
- Karen Ericson (* 1938), US-amerikanische Schauspielerin
- Magda Ericson (* 1929), tunesisch-französische Physikerin und Hochschullehrerin
- Mats Ericson (* 1964), schwedischer Skirennfahrer
- Milly Ericson (1927–2011), US-amerikanische Sängerin und Schauspielerin
- Nils Ericson (Ingenieur) (1802–1870), schwedischer Ingenieur
- Nils Ericson (Schauspieler) (Nisse, auch Nils Ericsson; 1906–1980), schwedischer Schauspieler und Sänger (Bariton)
- Per G. P. Ericson, schwedischer Vogelkundler und -Paläontologe
- Rolf Ericson (1922–1997), schwedischer Jazzmusiker
- Rune Ericson (1924–2015), schwedischer Kameramann
- Stig Ericson (1929–1986), schwedischer Kinderbuchautor und Musiker